# Готичний обладунок

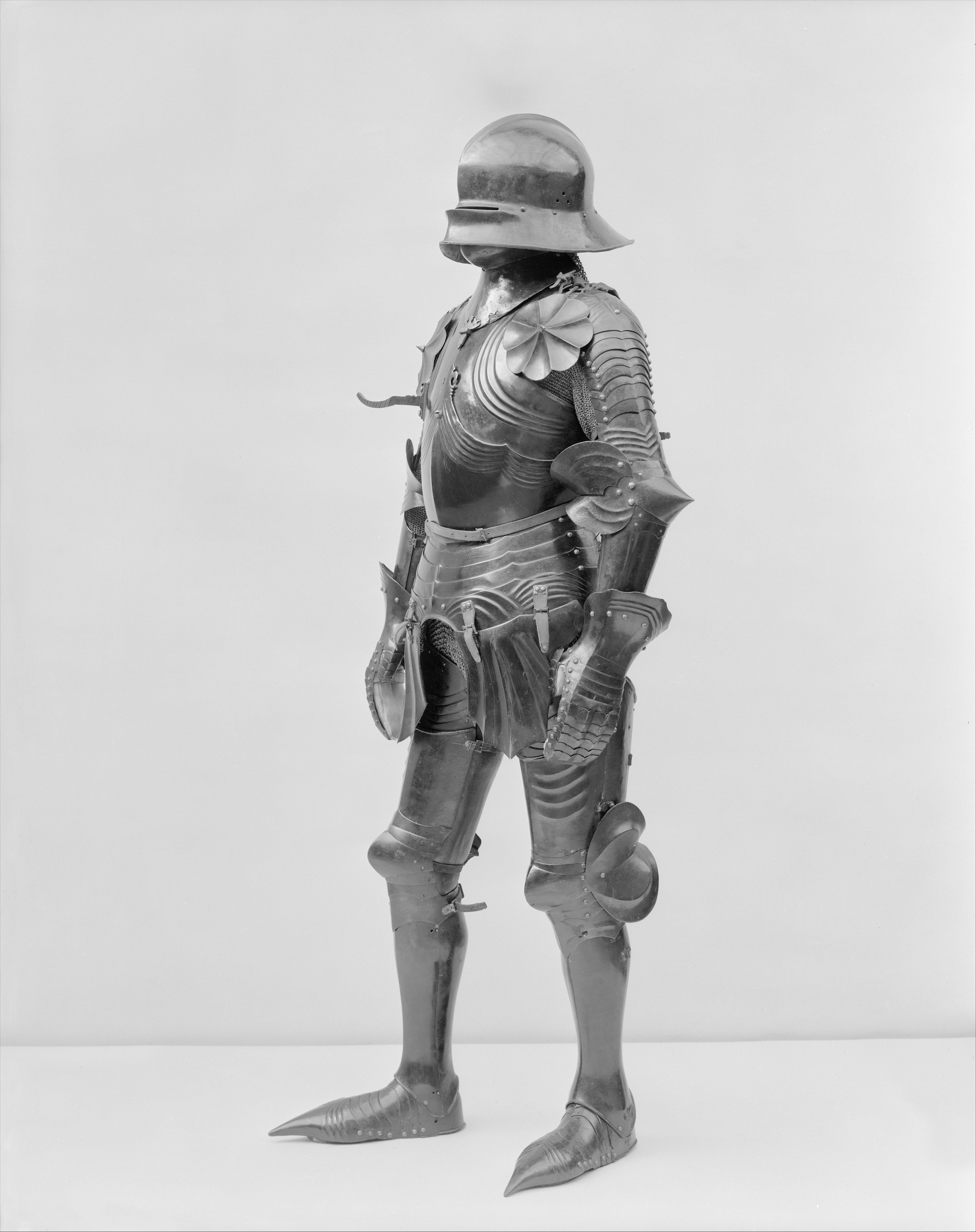
Готичний обладунок, Німеччина, Італія, кінець XV століття. Музей Метрополітен.

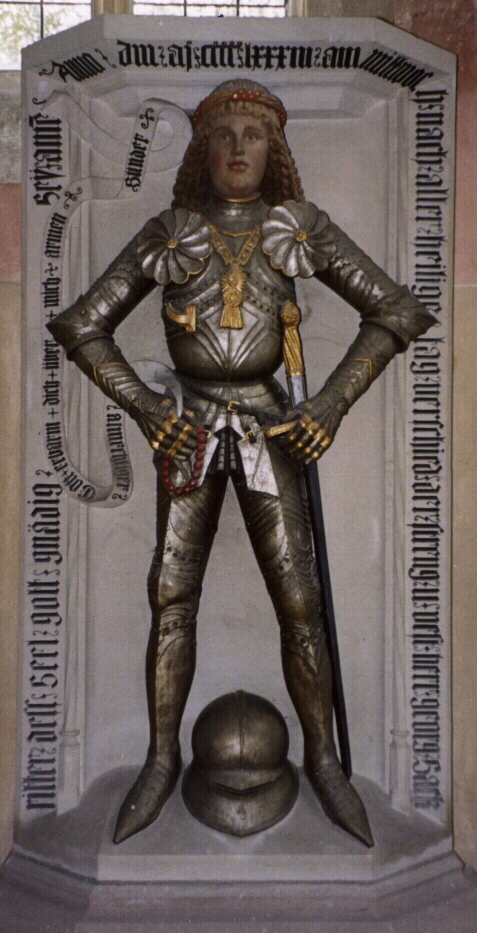
Низька готика

Готичний обладунок — німецький обладунок другої половини XV століття, характерною особливістю якого є гострі кути, особливо помітні на налокітниках, сабатонах (латне взуття) і рукавичках, а також шолом — салад, в варіантах без гребеня, обрисами дуже схожий на німецький штальгельм.Використовувався в Україні у Пізнє середньовіччя, і ранній Новий час.

## Опис
Як правило, даному типу обладунку властиве гофрування і рифування, які підвищували міцність обладунку. Іншою особливістю обладунку, яка не кидається в очі, було те, що даний обладунок був сконструйований так, щоб забезпечити максимальну свободу рухів, так, наприклад, кіраса мала конструкцію, що дозволяє вільно згинатися і розгинатися. Винятком були лише напіврукавички-напіврукавиці деяких обладунків, які краще захищали пальці, ніж рукавички (окремо пальці), але більш рухомі, ніж рукавиці (цілісні), в яких великі фаланги чотирьох пальців руки складалися з однієї рельєфної пластини, при тому, що інші фаланги могли рухатися вільно.
Іноді даний тип обладунку називають німецькою готикою, а сучасний йому міланський обладунок — італійською готикою, на підставі того, що за межами Німеччини і Італії часом змішували італійські і німецькі частини обладунків (особливо часто так робили в Англії), отримуючи обладунок, що має змішані риси. Аргументом проти такого використання термінології є те, що міланський обладунок існував (з невеликими конструктивними змінами) і до, і після готичного обладунку (готичний обладунок існував з середини XV століття, і в перші роки XVI століття — до появи максиміліанівського обладунку, а міланський обладунок з кінця XIV століття і продовжував носитися на початку XVI століття).
За стилем готичний обладунок ділиться на високу і низьку готику, а також на пізню і ранню. Про деякі помилові думки при класифікації готичного обладунку:
- Деякі помилково вважають, що для готичного обладунку характерна відсутність набедренних щитків (tassets), але насправді це особливість найбільш відомих зразків — існують менш відомі зразки готичних обладунків, у яких tassets не втрачені.
- Зазвичай вважають, що для високої готики обов'язкове густе рифлення, але зустрічаються зразки високої готики, що мають характерний силует високої готики, але не мають рифлення (зокрема такі зустрічаються як серед викуваних Пруннером, так і серед викованих Хельмшмідтом, які були в той час одними з найвідоміших ковалів-обладунків).
- Пізня готика і висока готика — не одне і те ж, дешеві зразки пізньої готики часом мають ознаки низької готики.

## Як носили обладунок
Лицарський готичний обладунок складався з десятків елементів і важив 25-35 кг, його вага розподілялася по всьому тілу, тому він не заважав вільно рухатися лицареві, і також самостійно сідати на коня. Обладунок практично не пропускав повітря, тому в ньому було дуже спекотно і дуже часто лицарі на полях битв гинули не від отриманих поранень, а від задухи. Деякі частини обладунків робилися ламелярними для більшої рухливості. Однак обмежена рухливість лицаря в обладунках, не захищала його від удару списа, а особливо від переломів шиї.